# Räddningstjänstens grader i Frankrike
| Den franska räddningstjänstens personal 2013      |                |
| Kategori                                          | Personalstyrka |
| Civil regional räddningstjänst - tjänstemän       | 39 824         |
| Civil regional räddningstjänst - deltidsanställda | 166 310        |
| Frivilliga brandkårer                             | 15 454         |
| Civil medicinsk räddningstjänst                   | 11 832         |
| Lönebidragsanställda                              | 230            |
| Militär räddningstjänst                           | 11 716         |
| Militär medicinsk räddningstjänst                 | 169            |
| 1. 2.                                             |                |
| Källa:                                            |                |

Räddningstjänstens grader i Frankrike visar tjänstegrader, gradbeteckningar och typbefattningar vid den franska räddningstjänsten.

## Civil regional räddningstjänst

### Tjänstemän kategori C
För att bli tjänsteman kategori C krävs lägst grundskola. Antagning sker efter skriftliga och fysiska prov samt intervju av en anställningskommission. Efter anställningen sker ett års grundläggande teoretisk och verksamhetsförlagd utbildning. För att bli försteman krävs genomgången vidareutbildning. Styrkeledare rekryteras genom ett provförfarande bland förstemännen. De genomgår därefter sin befattningsutbildning.

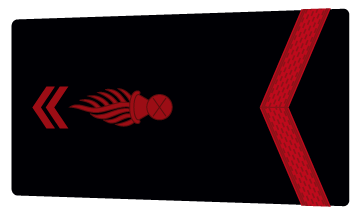
sapeur andre man i insatspar (binome)
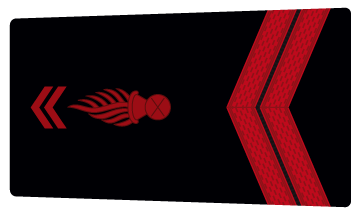
caporal förste man i insatspar
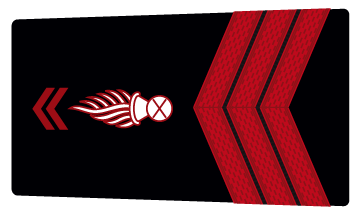
caporal-chef förste man i insatspar

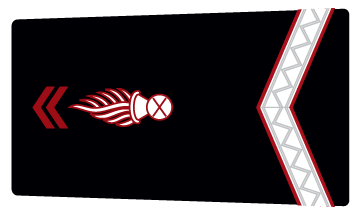
sergent styrkeledare för styrka om ett fordon och ett insatspar
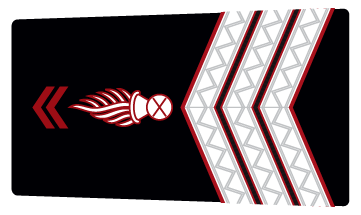
sergent-chef dito med tre års tjänst
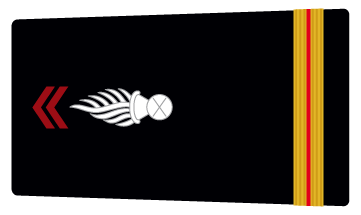
adjudant styrkeledare för styrka om ett fordon och flera insatspar stationsbefäl för färre än 10 yrkesbrandmän
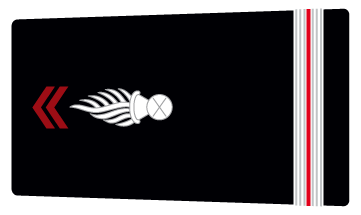
adjudant-chef dito med tre års tjänst

Källor:

 

### Tjänstemän kategori B
Lieutenant de 2e classe rekryteras till 70 % genom ett provförfarande bland styrkeledare med minst nio års anställning som sådana och till 30 % genom urvalsbefordran från adjudants med minst sex års anställning som sådana. Lieutenant de 1re classe rekryteras till 50 % externt genom ett provförfarande bland dem som avlagt en tvåårig högskole- eller yrkeshögskoleexamen och till 50 % internt genom ett provförfarande bland yrkesbrandmän med minst fyra års anställning. Bägge klasserna anställs först som aspiranter och genomgår utbildning vid den franska brandhögskolan, École nationale supérieure des officiers de sapeurs-pompiers. Efter tre års anställning i graden och avlagd tjänsteexamen kan en lieutenant de 2e classe bli befordrad till 1re classe. Detsamma kan även ske genom urvalsbefordran efter minst fem års anställning i graden. Befordran från 1re classe till hors classe kan äga rum efter tre års anställning i den lägre graden och avlagd tjänsteexamen eller genom urvalsbefordran efter fem års anställning i den lägre graden.

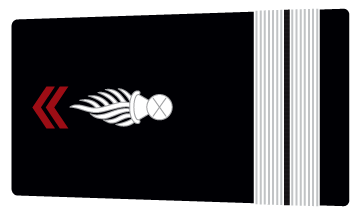
lieutenant de 2e classe insatsledare 2-4 styrkor stationsbefäl för 10 eller fler yrkesbrandmän ställföreträdande stationschef stationschef för 9 eller färre yrkesbrandmän
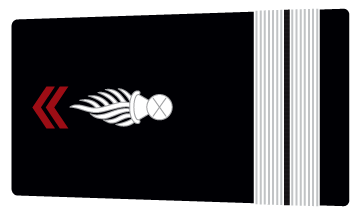
lieutenant de 1re classe insatsledare 2-4 styrkor stationsbefäl för 10 eller fler yrkesbrandmän ställföreträdande stationschef stationschef för fler än 9 yrkesbrandmän ställföreträdande distriktschef
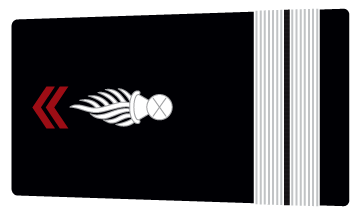
lieutenant hors classe insatsledare 2-4 styrkor stationsbefäl för 10 eller fler yrkesbrandmän ställföreträdande stationschef stationschef för 20 eller fler yrkesbrandmän ställföreträdande distriktschef

- lieutenant de 2e classe
insatsledare 2-4 styrkor
stationsbefäl för 10 eller fler yrkesbrandmän
ställföreträdande stationschef
stationschef för 9 eller färre yrkesbrandmän
- lieutenant de 1re classe
insatsledare 2-4 styrkor
stationsbefäl för 10 eller fler yrkesbrandmän
ställföreträdande stationschef
stationschef för fler än 9 yrkesbrandmän 
ställföreträdande distriktschef
- lieutenant hors classe
insatsledare 2-4 styrkor
stationsbefäl för 10 eller fler yrkesbrandmän
ställföreträdande stationschef
stationschef för 20 eller fler yrkesbrandmän
 ställföreträdande distriktschef

Källa:

### Tjänstemän kategori A
Tjänstemän kategori A rekryteras till 40 % externt genom ett provförfarande bland dem som avlagt en treårig akademisk examen och till 40 % internt genom ett provförfarande bland lieutenants med minst tre års anställning i graden. 20 % rekryteras genom urvalsbefordran bland lieutenants hors classe med minst fyra års anställning i graden. Den som redan genomgått relevant utbildning anställs direkt som capitaine, övriga anställs som aspiranter. Utbildningen genomgås vid den franska brandhögskolan. Befordran till högre grader sker genom urval och kräver genomgången vidareutbildning.

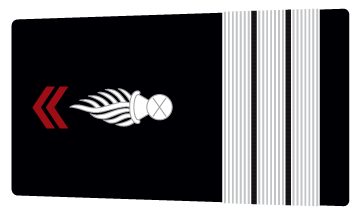
capitaine insatschef för 2-4 insatsledare stationsbefäl stf stationschef stationschef för 30 eller fler yrkesbrandmän stf distriktschef
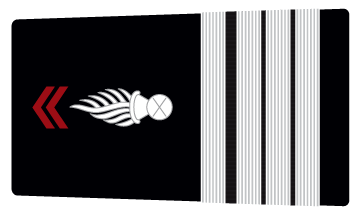
commandant insatschef för 2-4 insatsledare skadeplatschef för fler än en insatschef stf stationschef stationschef för 50 eller fler yrkesbrandmän stf distriktschef distriktschef biträdande räddningschef
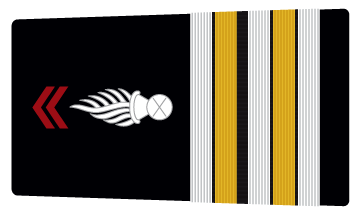
lieutenant-colonel skadeplatschef för fler än en insatschef stationschef för 100 eller fler yrkesbrandmän distriktschef biträdande räddningschef räddningschef
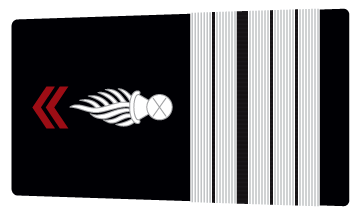
colonel skadeplatschef för fler än en insatschef distriktschef biträdande räddningschef räddningschef
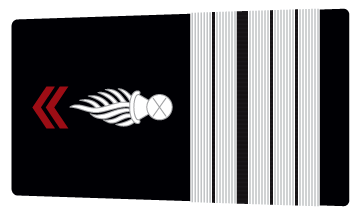
colonel hors classe skadeplatschef för fler än en insatschef distriktschef biträdande räddningschef räddningschef
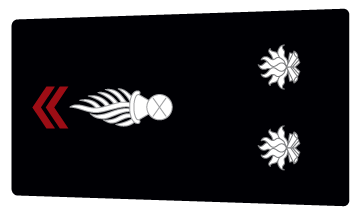
contrôleur général skadeplatschef för fler än en insatschef distriktschef biträdande räddningschef räddningschef

- capitaine
insatschef för 2-4 insatsledare
stationsbefäl
stf stationschef
stationschef för 30 eller fler yrkesbrandmän
stf distriktschef
- commandant
insatschef för 2-4 insatsledare
skadeplatschef för fler än en insatschef
stf stationschef
stationschef för 50 eller fler yrkesbrandmän
stf distriktschef
distriktschef
biträdande räddningschef
- lieutenant-colonel
skadeplatschef för fler än en insatschef
stationschef för 100 eller fler yrkesbrandmän
distriktschef
biträdande räddningschef
räddningschef
- colonel
skadeplatschef för fler än en insatschef
distriktschef
biträdande räddningschef
räddningschef
- colonel hors classe
skadeplatschef för fler än en insatschef
distriktschef
biträdande räddningschef
räddningschef
- contrôleur général
skadeplatschef för fler än en insatschef
distriktschef
biträdande räddningschef
räddningschef

Källa:

## Civil medicinsk räddningstjänst
| Vederlike med            | Läkare                                                     | Apotekare                                                        | Veterinärer                          | Ambulans- sjuksköterskor      |
| ------------------------ | ---------------------------------------------------------- | ---------------------------------------------------------------- | ------------------------------------ | ----------------------------- |
| Colonel                  | médecin classe exceptionnelle (SPP) médecin colonel (SPV)  | pharmacien classe exceptionnelle (SPP) pharmacien colonel (SPV)  | vétérinaire colonel (SPV)            | -                             |
| Lieutenant-colonel       | médecin hors-classe (SPP) médecin lieutenant-colonel (SPV) | pharmacien hors-classe (SPP) pharmacien lieutenant-colonel (SPV) | vétérinaire lieutenant-colonel (SPV) | -                             |
| Commandant               | médecin 1ere classe (SPP) médecin commandant (SPV)         | pharmacien 1ere classe (SPP) pharmacien commandant (SPV)         | vétérinaire commandant (SPV)         | -                             |
| Capitaine                | médecin 2e classe (SPP) médecin capitaine (SPV)            | pharmacien 2e classe (SPP) pharmacien capitaine(SPV)             | vétérinaire capitaine (SPV)          | infirmier d’encadrement (SPP) |
| Lieutenant hors classe   | -                                                          | -                                                                | -                                    | infirmier chef                |
| Lieutenant de 1re classe | -                                                          | -                                                                | -                                    | infirmier principal           |
| Lieutenant de 2e classe  | -                                                          | -                                                                | -                                    | infirmier                     |

- SPP = heltidsanställd personal
- SPV = deltidsanställd personal

Källa: 

## Militära regionala räddningstjänsten i Marseille

### Officerare
Officerare rekryteras bland de som avlagt en minst treårig akademisk examen på grundnivå. De flesta som anställs har dock en fyraårig akademisk examen på avancerad nivå. De anställs på ett åttaårigt kontrakt och utbildas först under fyra månader vid den franska flottans militärhögskola (École navale) följt av fyra månaders befattningsutbildning vid marinens brandförsvarsskola i Marseille (École des marins-pompiers de la marine à Marseille). Det finns två tjänstgrenar, räddning och stab (juridik, personaltjänst m.m.). Den nyutbildade officeren i räddningstjänst arbetar först som insatsledare, för att senare kunna bli insatschef och skadeplatschef. 

Contre-amirale
Capitaine de vaisseau
Capitaine de frégate
Capitaine de corvette
Lieutenant de vaisseau
Enseigne de vaisseau de 1re classe
Enseigne de vaisseau de 2e classe
Aspirant

Källa:

### Underofficerare
Underofficerare rekryteras bland brandmännen efter två till sex års anställning, och anställs först på ett tioårigt anställningskontrakt (inräknat anställningstiden som brandman). Efter befattningsutbildning som styrkeledare nivå 1 blir den nyutnämnde underofficeren chef för ett lätt fordon eller en ambulans. Efter fyra eller fem års anställning som styrkeledare nivå 1 kan utbildning som styrkeledare nivå 2 äga rum. Därefter kan tillsvidareanställning äga rum. Efter 20 års sammanlagd anställning kan utbildning till insatsledare äga rum. Den högsta underofficersgraden tjänstgör i befattning som instatschef.

Major Insatschef
Maître-principal Insatsledare
Premier-maître Insatsledare
Maître Styrkeledare 2
Second maître Styrkeledare 1

Källa: 

### Brandmän
Brandmän (marin-pompiers) anställs antingen som yrkesmilitärer med ett fyraårigt anställningskontrakt eller som volontärer med ett ettårigt kontrakt. För ett fyraårigt kontrakt krävs lägst grundskola och körkort B. För ett volontärkontrakt finns inget krav på skolutbildning eller körkort. Minimiåldern är 18 år. Yrkesmilitärer genomgår fem veckors allmänmilitär utbildning, följd av 11 veckors befattningsutbildning i Marseille. Volontärer genomgår en veckas allmänmilitär utbildning och sex veckors befattningsutbildning.
Efter grundutbildningen arbetar brandmannen som andreman i ett insatspar. Efter två år sker vidareutbildning till försteman samtidigt med utbildning till ambulansförare. Efter att det fyraåriga anställningskontraktet löpt ut kan förnyad anställning ske antingen som försteman på ett fyraårigt kontrakt, eller som förare av tunga fordon på ett femårigt kontrakt. Efter två till sex års anställning kan befordran till underofficer äga rum (se ovan).

Quartier-maître de 1re classe förare av tunga fordon
Quartier-maître de 2e classe förste man
Matelot de 1re classe
Matelot de 2e classe under utbildning

andre man
- Matelot de 2e classe

under utbildning

Källa: 

## Militära medicinska räddningstjänsterna i Paris och Marseille
Läkarpersonalen vid de militära medicinska räddningstjänsterna i Paris och Marseille utgörs dels av medicinalofficerare från Service de santé des armées (SSA), dels av civilanställda läkare, alla med examen i akutmedicin och katastrofmedicin. De blir också specialutbildade för att kunna arbeta inom olika räddningsspecialiteter som till exempel dykning, bergsbestigning, flygräddning, vägtrafikolyckor, röjningsteam. Ambulanssjuksköterskorna tillhör också SSA i kategorin Militaires infirmiers et techniciens des hôpitaux des armées (MITHA).

### Militära ambulansläkare

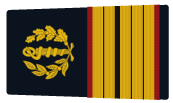
Medicin en chef (från löneklass 4)
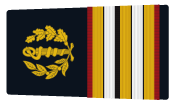
Medicin en chef
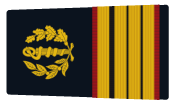
Médecin principal
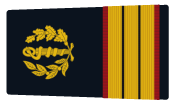
Médecin

### Ambulanssjuksköterskor

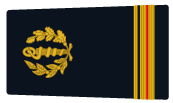
Infirmier classe supérieure (löneklass 4-6)
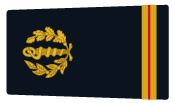
Infirmier classe supérieure (löneklass 1-3) Infirmier classe normale (löneklass 7-8)
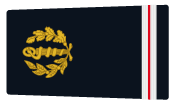
Infirmier classe normale (löneklass 4-6)
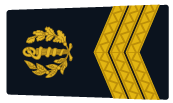
Infirmier classe normale (löneklass 1-3)

Källa:

## Inrikesministeriet

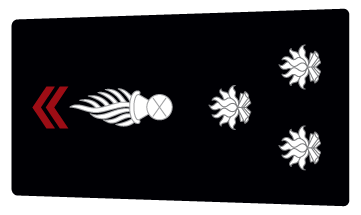
Contrôleur général Generalinspektören för civilförsvaret, stabschefer hos civilbefälhavarna, högre tjänstemän i Myndigheten för civilförsvar och krishantering, rektor för räddningstjänsthögskolan.
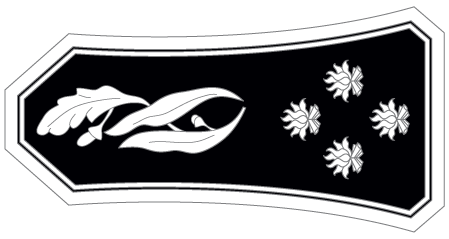
Directeur des sapeurs-pompiers Biträdande generaldirektören tillika chef för brandförsvarsavdelningen i Myndigheten för civilförsvar och krishantering.
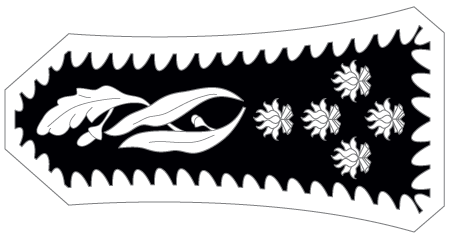
Directeur général de la Sécurité civile et de la gestion des crises Generaldirektören och chefen för Myndigheten för civilförsvar och krishantering.

Källa: 